# Hosahalli, Heggadadevankote
Hosahalli là một làng thuộc tehsil Heggadadevankote, huyện Mysore, bang Karnataka, Ấn Độ.